# Remmerden
Remmerden is een buurtschap ten westen van Rhenen, gelegen aan de Utrechtsestraatweg tussen Rhenen en Elst. Tegenwoordig is het grotendeels een bedrijventerrein. Eind 19e eeuw was hier ook al industrie in de vorm van een steenbakkerij.

## Archeologie
In Remmerden bevinden zich drie beschermde archeologische sites met restanten van in totaal negen prehistorische grafheuvels.
Bij voorbereidende bouwwerkzaamheden op een bouwplaats ten noordoosten van Remmerden stuitte men in 1988 op een vroegmiddeleeuwse muntschat. Na een beperkte archeologische opgraving, waarbij een metaaldetector werd gebruikt, werden ca. 100 gouden tremissis, ca. 140 sceatta's, twee denarii en twee stukjes 'hakzilver' (met een gewicht van 3,7 en 2,9 gram) geteld. Later werden door o.a. amateurarcheologen nog meer tremissis en sceatta's gevonden, waarmee het de grootste muntschat uit de 7e eeuw in Nederland is.

## Bezienswaardigheden
In Remmerden ligt het landgoed Remmerstein, waarvan delen beschermd zijn als rijksmonument.